# Karina Content
Karina Content (schrijversnaam: Karina Schaapman) (Leiden, 6 juni 1960) is een Nederlands politica en schrijfster. Ze publiceerde een boek over haar jeugd en een boek over een strijd die ze tegen de gemeente Amsterdam voerde over het onderwijsniveau van de school van haar kinderen. Namens de Partij van de Arbeid was ze van 2002 tot 2008 gemeenteraadslid in Amsterdam. Als Karina Schaapman werd ze bekend door haar kinderboekenreeks Het Muizenhuis.
Content voerde tot 2007 de naam Karina Schaapman. Schaapman is de naam van haar eerdere partner en vader van haar kinderen. Sinds haar huwelijk met de Amsterdamse schilder Eli Content voert ze in het dagelijks leven diens achternaam en Schaapman als auteursnaam.

## Levensloop
Content groeide op in Leiden. Vanaf haar negende jaar werd ze deels verzorgd door haar  Nederlands-Indische moeder en deels door haar stiefvader Rob Roberti (echte naam Rob Grabijn), die directeur en eigenaar was van Circus Roberti. Toen zij dertien jaar was kreeg haar moeder een ernstige ziekte waaraan zij later zou overlijden en Circus Roberti ging door tegenvallende bezoeken failliet. Ze werd ondergebracht bij haar vader bij wie ze te maken kreeg met huiselijk geweld. Vervolgens werd ze in een pleeggezin opgenomen, waarin ze niet kon aarden. Ze liep uiteindelijk weg. Ze maakte korte tijd deel uit van de entourage van zanger Herman Brood en werkte in de Kerk van Satan in Amsterdam. Begin jaren tachtig stapte ze uit dat milieu. Ze had inmiddels een vaste relatie met Peter Schaapman en kreeg met hem vier kinderen.

## School
Toen in de jaren negentig bleek dat haar kinderen op de 14e Montessorischool in Amsterdam een leerachterstand hadden opgelopen ging ze in 1997 de strijd aan met de gemeente om vergoeding van noodzakelijke bijlessen. Uit onderzoek bleek vervolgens dat alle kinderen van de desbetreffende school minstens drie jaar achterliepen. Het geschil tussen de gemeente Amsterdam en Schaapman werd pas in 1999 in een hoger beroep door de rechter in het voordeel van Schaapman beslecht. De uitspraak leidde ertoe dat alle ouders bijleskosten vergoed kregen en alle kinderen bijgespijkerd werden. In 2000 publiceerde ze een boek over de rechtszaak Schoolstrijd - ouders op de bres voor beter onderwijs.

## Politiek
PvdA'er Felix Rottenberg wist haar vervolgens te overtuigen de politiek in te gaan. Bij de gemeenteraadsverkiezingen 2002 werd ze namens de PvdA gekozen in de gemeenteraad van Amsterdam.
Nadat ze in 2002 in de gemeenteraad was gekozen, stortte ze zich op een tweede boek over haar jeugd.
In 2005 werd de portefeuille onderwijs verbreed met prostitutiebeleid en eerwraak. In 2005 bracht Schaapman -zelf ex-prostituee-  samen met partijgenote Amma Asante het rapport Het onzichtbare zichtbaar uit, een onderzoek naar prostitutie waarbij de schrijvers pleitten voor verhoging van de minimumleeftijd van prostituees naar eenentwintig jaar en het vergunningsplichtig maken van de escortbranche. In 2007 verscheen het pamflet Hoerenlopen is niet normaal. Daarin uitte Schaapman kritiek op de 'doorgeschoten liberalisering van de prostitutiebranche'. In maart 2007 verzorgde ze de zesentwintigste Aletta Jacobs Lezing en in november 2007 ontving ze de Harriët Freezerring voor "haar onvermoeibare strijd tegen vrouwenhandel en misstanden in de prostitutie".
Nadat ze enige tijd was uitgeschakeld door een nekhernia-operatie, gevolgd door een burn-out, gaf ze in maart 2008 om gezondheidsredenen haar raadszetel op. In mei 2008 zegde Content ook haar lidmaatschap van de PvdA op  omdat ze zich niet meer kon vinden in de koers van de partij. Directe aanleiding hiervoor was de aanhouding van cartoonist Gregorius Nekschot op 13 mei 2008. Schaapman verweet haar partij dat deze niet direct tegen deze arrestatie protesteerde. In september 2011 keerde ze terug in de PvdA.

## Publicaties

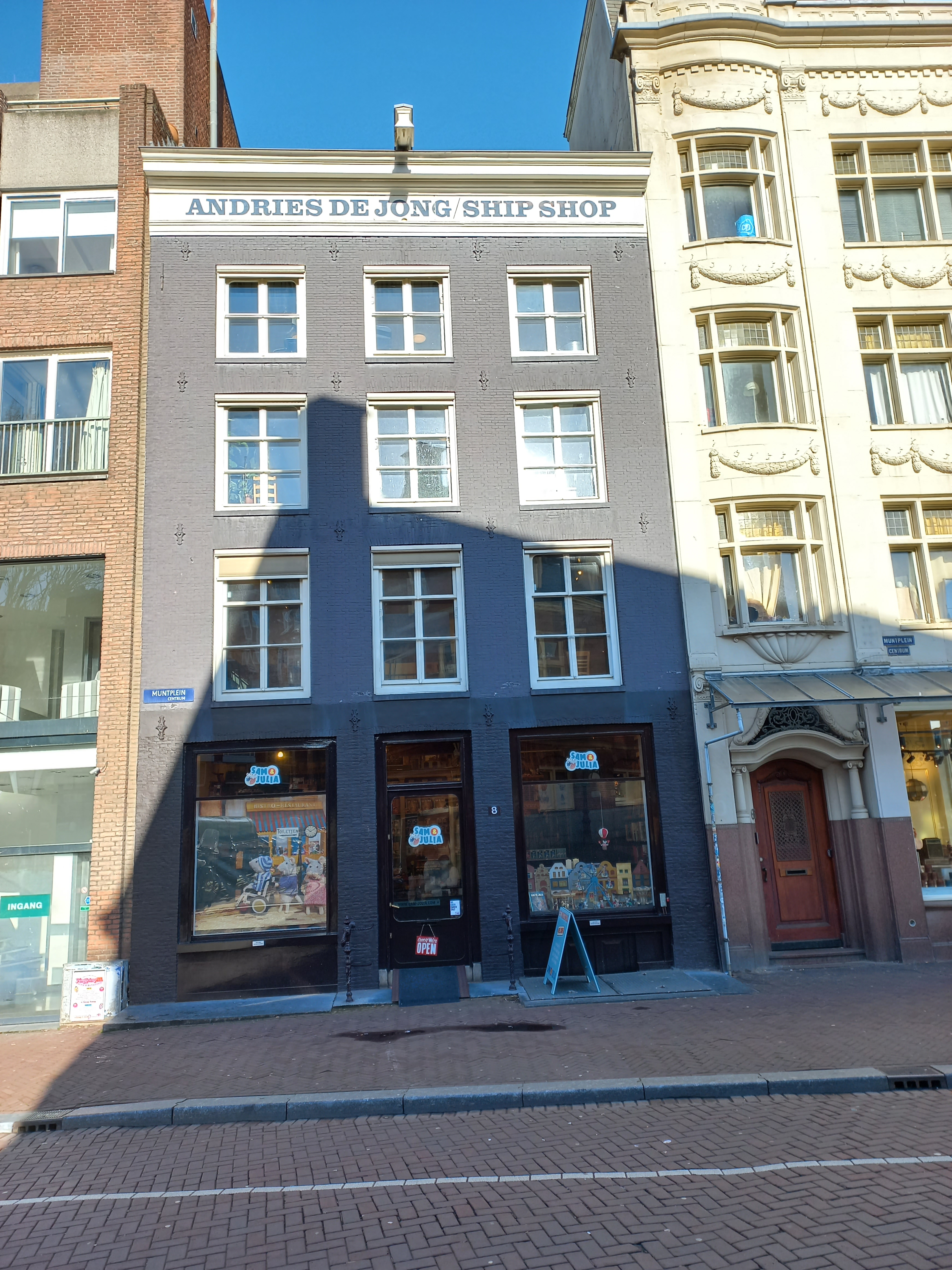
Muntplein 8 met Het Muizenhuis (maart 2024)

- Schoolstrijd, ouders op de bres voor beter onderwijs (2000)
- Zonder moeder (uitgeverij Balans, 2004)
- Motherless (vertaling van Zonder moeder, 2004)
- Het onzichtbare zichtbaar gemaakt (rapport, 2005)
- Hoerenlopen is niet normaal (uitgeverij Balans 2007)
- Muizenhuis Sam & Julia (kinderboek, 2011), bekroond met de zilveren griffel
- Muizenhuis Sam & Julia en het theater (kinderboek 2012), uitgeroepen best verzorgde boek 2012
- Muizenhuis Sam en Julia het grote feest (kinderboek 2013), ter gelegenheid van de kroning  Willem Alexander aangeboden aan de drie prinsessen tijdens de koningsvaart
- Muizenhuis Sam & Julia en het circus (kinderboek 2013)

De serie Het Muizenhuis is vertaald in het Duits, Italiaans, Pools, Tsjechisch, Zweeds, Deens, Japans, Chinees, Portugees, Spaans, Catalaans, Engels, Hongaars, Russisch, Oekraïens en Fries. In 2023 waren er zeventien titels verschenen; in dat jaar opende Content/Schaapman de winkel Het Muizenhuis (Sam & Julia) aan Muntplein 8, Amsterdam.